# Caso Essjay
Il caso Essjay, conosciuto anche come affaire Essjay o controversia Essjay, riguarda un utente di Wikipedia ben noto all'interno della comunità. Conosciuto con il nickname "Essjay", venne in seguito identificato come Ryan Jordan. Jordan ha ricoperto ruoli di fiducia su Wikipedia come quello di amministratore, burocrate e checkuser ed ha lavorato per Wikia.
Il 24 luglio 2006, il critico di Wikipedia Daniel Brandt iniziò una discussione dal titolo Who is Essjay? (Chi è Essjay?), successivamente modificata in Who is Essjay? Probably he's Ryan Jordan, sul forum Wikipedia Review. La discussione che ne seguì portò alla luce contraddizioni in alcune delle affermazioni che Essjay aveva fatto sulla propria pagina utente, relativamente alle sue qualifiche accademiche e alle sue esperienze professionali.  
Jordan sosteneva di aver conseguito un doctoral degree in Teologia e Diritto canonico, vantando inoltre il ruolo di professore presso un'università privata. Cinque giorni dopo, The New Yorker pubblicò un'intervista nella quale Essjay ripeteva alcune di queste dichiarazioni. Wikipedia Review trovò invece la prova definitiva del fatto che Jordan avesse fatto delle dichiarazioni false sulla propria pagina utente (qualifiche ed esperienze, inclusa quella in cui si definiva professore di ruolo): nel gennaio 2007, Brandt contattò l'autore dell'articolo sul New Yorker circa le discrepanze nella biografia di Jordan e l'uso delle sue presunte qualifiche accademiche come leva nelle dispute interne sui contenuti di Wikipedia. 
La controversia che ne è scaturita è stata quindi incentrata sulla falsificazione, da parte di Jordan, del proprio personaggio e delle proprie qualifiche e la vicenda ha avuto un certo impatto sulla percezione di Wikipedia, con le sue policy e la sua credibilità, e sulla qualità delle decisioni prese nella promozione, nel supporto e nell'impiego di Jordan. 
Le reazioni alla divulgazione del caso sono state varie, includendo commenti e articoli su media online, cartacei e radiotelevisivi. La comunità di Wikipedia ha compiuto ricerche sulle modifiche di Essjay per verificare la presenza di errori e ha discusso proposte per migliorare la gestione del progetto per l'identificazione personale. È venuto alla luce come Jordan, durante la sua attività di editing su Wikipedia, avesse dedicato poco tempo alla modifica del contenuto delle voci, prediligendo invece il contrasto al vandalismo e la risoluzione delle dispute editoriali.
Il cofondatore di Wikipedia Jimmy Wales ha inizialmente espresso il suo supporto a favore di Essjay, dichiarando che «lo considero uno pseudonimo e non ho problemi con questo». Tuttavia, successivamente, Wales ha ritirato il proprio sostegno, chiedendo le dimissioni di Essjay dal proprio ruolo su Wikipedia e Wikia, ed ha ritrattato le proprie dichiarazioni iniziali dopo aver appreso che «Essjay ha usato le sue false credenziali nelle dispute sul contenuto» di Wikipedia.

## Cronologia
| 8 febbraio 2005  | L'utenza Essjay viene registrata. |
| 2005-2006        | Essjay riporta in pagina utente le proprie qualifiche accademiche. |
| 26 luglio 2006   | Viene aperta la discussione Who is Essjay? su Wikipedia Review che in seguito porterà alla luce le contraddizioni. |
| 31 luglio 2006   | The New Yorker pubblica un articolo su Wikipedia scritto da Stacy Schiff; l'articolo contiene un'intervista con Essjay. |
| Gennaio 2007     | Essjay viene assunto da Wikia. |
| 7 gennaio 2007   | Essjay pubblica dettagli autobiografici sulla sua pagina utente di Wikia, riportando il suo presunto nome reale (Ryan Jordan), l'età e il curriculum vitae a partire dai 19 anni, includendo i suoi ruoli all'interno dei vari progetti della Wikimedia Foundation. Queste informazioni differiscono nettamente dalle precedenti affermazioni fatte dallo stesso Essjay sulla propria pagina utente di Wikipedia. |
| 11 gennaio 2007  | Un membro di Wikipedia Review pubblica un messaggio che contiene un link alla pagina utente di Essjay su Wikia; la discussione che ne segue spinge Daniel Brandt a contattare The New Yorker. |
| Fine 2007        | Come risultato delle discussioni su Wikipedia Review, Brandt contatta l'autore dell'articolo apparso sul New Yorker a proposito delle discrepanze nella biografia di Jordan. |
| 2 febbraio 2007  | Un altro utente di Wikipedia chiede chiarimenti a Essjay sulla pagina di discussione di quest'ultimo; Essjay risponde con una spiegazione. |
| 23 febbraio 2007 | Jimmy Wales annuncia la nomina di Essjay alla Arbitration Committee di Wikipedia. Wales dichiara più tardi che la nomina fu «richiesta e supportata all'unanimità dalla Arbitration Committee». |
| 26 febbraio 2007 | The New Yorker pubblica una rettifica al proprio numero del 31 luglio 2006, che appare nella sezione The Mail della versione cartacea del giornale. Tale correzione viene poi rilanciata da fonti online il giorno successivo. |
| 1º marzo 2007    | Essjay posta sulla propria pagina di discussione su Wikipedia un messaggio in cui afferma che «molto onestamente, è stata una mia impressione che fosse ben noto che io non fossi chi dicevo di essere e che, in assenza di una conferma, nessun media rispettabile avrebbe potuto pubblicarlo». |
| 3 marzo 2007     | Jimmy Wales chiede a Jordan di lasciare i propri «ruoli di fiducia». Jordan si ritira immediatamente da Wikipedia e si dimette da Wikia. |
| 5 marzo 2007     | I fatti vengono pubblicati dal The New York Times. |
| 6 marzo 2007     | Il giornale della città natale di Jordan pubblica un articolo che mette in dubbio le sue affermazioni del 2007 riportate sulla pagina utente di Jordan in Wikia, affermazioni secondo cui lui avrebbe lavorato per lo United States Trustee Program e avrebbe svolto inoltre funzioni di paralegale nel Kentucky.                                                                                                 |
| 7 marzo 2007     | I fatti vengono trattati in un articolo della Associated Press. |
| 8 marzo 2007     | La storia compare su World News with Charles Gibson. |
| Marzo 2007       | The New Yorker pubblica le scuse formali di Jimmy Wales. |

## L'intervista sulThe New Yorker
Stacy Schiff, giornalista del The New Yorker e vincitrice del Premio Pulitzer, intervistò Essjay quale fonte per un articolo su Wikipedia (Know It All) dopo che questi le fu raccomandato da un membro della Wikimedia Foundation. Secondo The New Yorker, Essjay «era disposto a descrivere il suo lavoro di amministratore di Wikipedia, tuttavia non si sarebbe identificato se non tramite la conferma dei dettagli biografici che apparivano sulla sua pagina utente». 
Durante l'intervista, Jordan dichiarò al New Yorker, come aveva già fatto in precedenza sulla propria pagina utente, di aver conseguito un dottorato in Teologia e Diritto canonico e di aver lavorato come professore di ruolo presso un'università privata. In seguito si scoprì che Jordan aveva in realtà 24 anni e che aveva abbandonato il college senza essersi mai diplomato. Il New Yorker pubblicò pertanto una rettifica nel febbraio 2007 che risollevò la questione all'attenzione pubblica.
L'articolo riportava che Essjay trascorreva su Wikipedia 14 ore o più al giorno, ma era attento a mantenere segreta, agli occhi di colleghi e amici, la propria vita online. Veniva descritto sempre con il computer portatile anche in classe, in modo da poter essere disponibile agli altri wikipediani. Jordan affermò di aver scelto l'anonimato per evitare il cyberstalking.
Dichiarò inoltre di aver inviato una e-mail a un professore universitario usando le false informazioni della propria pagina utente, garantendo per l'accuratezza di Wikipedia. Nel messaggio, Essjay scrisse: «Sono un amministratore del progetto dell'enciclopedia online Wikipedia, sono anche un professore di ruolo di Teologia; si senta libero di dare un'occhiata alla mia pagina utente (linkata sotto) per avere un'idea del mio background e delle mie qualifiche».